# محمد زاوش
محمد زاوش (مواليد 21 يناير 1983) هو لاعب كرة قدم جزائري يجيد اللعب كلاعب وسط لصالح نادي أولمبي الشلف في الرابطة الجزائرية المحترفة الأولى لكرة القدم.

## روابط خارجية
- محمد زاوش على موقع الاتحاد الدولي (مؤرشف)  (الإنجليزية)
- محمد زاوش على موقع قاعدة بيانات كرة القدم.إي يو (الإنجليزية)
- محمد زاوش على موقع Soccerway.com (الإنجليزية)